# Allmendingen bei Thun

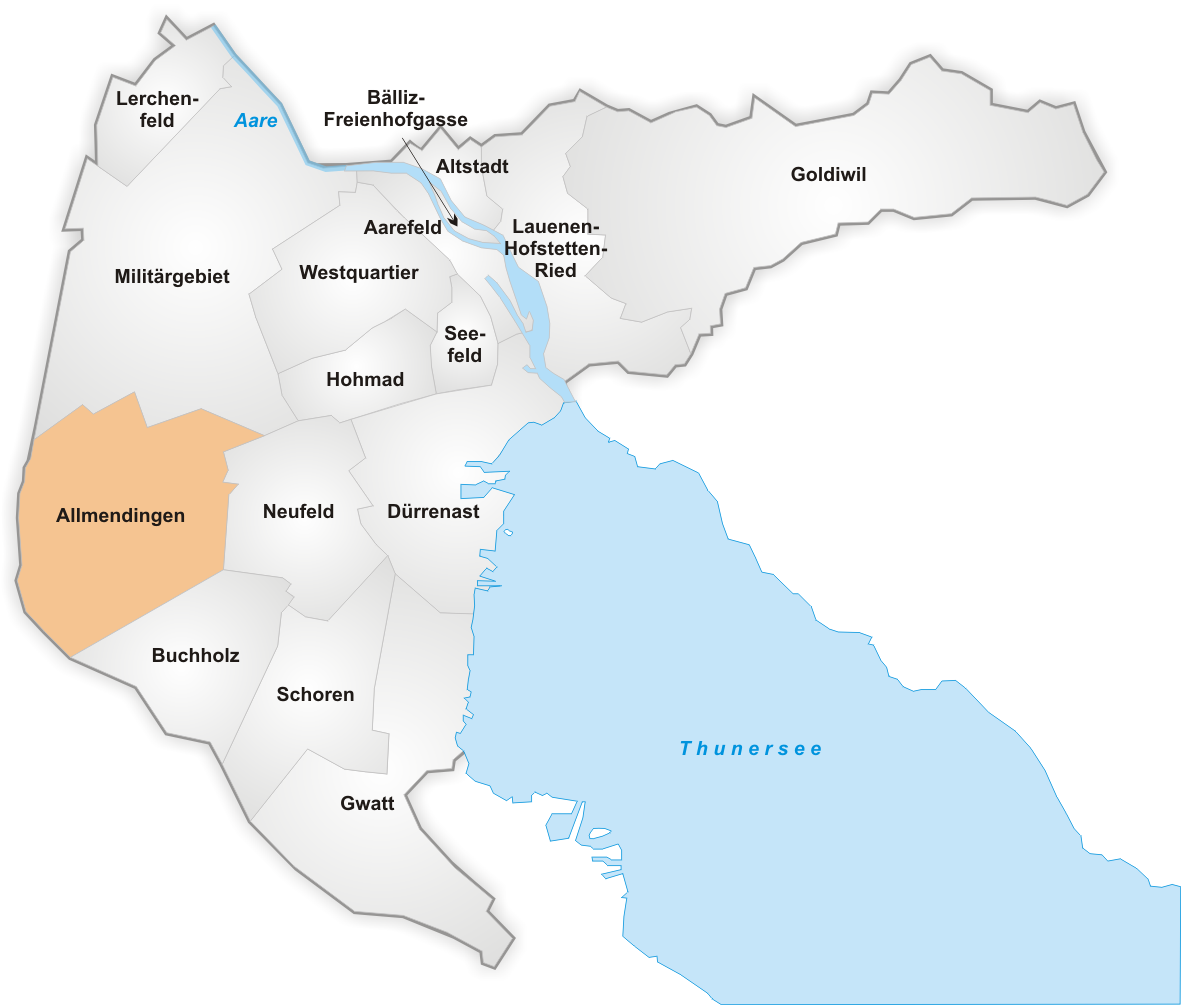
Quartier Allmendingen

Allmendingen ist ein Vorort bzw. Stadtteil von Thun im Kanton Bern und hat 2179 Einwohner (Stand: 2015).

## Geschichte
In römischer Zeit, vom 1. bis zum 3. Jahrhundert n. Chr., war Allmendingen das kultische Zentrum der Region, die sich damals «regio lindensis» nannte, was «Gegend am See» bedeutet. Dies geht aus einem Inschriftenstein hervor, der 1926 gefunden wurde. Damals befanden sich dort ein gallo-römisches Heiligtum, ein acht von einer Mauer umgebene kleine Tempel, und daneben ein Wirtschaftsbezirk.
Die erste urkundliche Erwähnung von Allmendingen datiert aus dem Jahr 1287. Das Gebiet wurde vor der Einleitung der Kander in den Thunersee vor 1714 oft überschwemmt, und der Boden lieferte nur einen mageren Ertrag. Zur Bewässerung und zur Trinkwasserversorgung wird seit 1589 Wasser von der Kander und seit 1997 vom Glütschbach hergeleitet.
1843 erhielt Allmendingen das erste Schulhaus, dem 1900 ein zweites folgte. Damals zählte das Dorf rund 800 Einwohner – heute fast 2'200 – und erstreckte sich vor allem längs der Hauptstrasse nach Amsoldingen sowie entlang der Wylergasse. Ursprünglich gehörte Allmendingen zur Gemeinde Strättligen, welche 1920 in die Stadt Thun eingemeindet wurde. Die grosse Entwicklung setzte nach 1950 ein. 1965 wurde das neue Schulhaus erbaut. 1984 erfolgten eine Erweiterung und der Bau der Mehrzweckhalle. Seit den siebziger Jahren wurden in Allmendingen wichtige Gewerbezonen geschaffen: «Zelgli», «Bierigut» und «Allmendingen-Nord». Die moderne Kirche wurde 1995 in Allmendingen erbaut. Mit dem «Kensai-Karate-Do» entstand 1997 der grösste Massivholzbau der Schweiz. 2001 wurde auf der Burgerallmend der Golfplatz eröffnet. Zusammen mit den Schulhäusern und privaten Wohn- und Geschäftshäusern entstand so ein neues Dorfzentrum.

## Infrastruktur
Die Siedlungsstruktur ist dörflich, doch ist Allmendingen beinahe mit der Siedlungsfläche der Stadt Thun zusammengewachsen; nur die Autobahn A6 mit der Ausfahrt Thun-Süd trennt das Dorf von der Stadt. Allmendingen ist per Busverbindung an den öffentlichen Nahverkehr angeschlossen.
Der Golfplatz sowie das «Kensai-Karate-Do» (auch Tempel genannt), das Fussballstadion Stockhorn Arena und das Einkaufszentrum «Panorama Center» – beide 2011 eröffnet – sind markante Bauwerke, die das Quartier prägen. Naherholungsgebiete sind das Burgerholz, die Allmend und der Waffenplatz. In den Gewerbezonen «Bierigut» und «Allmendingen Nord» bestehen Wirtschaftsstandorte.